# Diocesi di Kilwa-Kasenga
La diocesi di Kilwa-Kasenga (in latino Dioecesis Kilwaënsis-Kasengaënsis) è una sede della Chiesa cattolica nella Repubblica Democratica del Congo suffraganea dell'arcidiocesi di Lubumbashi. Nel 2021 contava 443.000 battezzati su 844.000 abitanti. È retta dal vescovo Désiré Lenge Mukwenye.

## Territorio
La diocesi comprende per intero i territori di Kasenga e di Pweto, e la metà settentrionale di quello di Mitwaba nella provincia dell'Alto Katanga nella Repubblica Democratica del Congo.
Sede vescovile è la città di Kilwa, dove si trova la cattedrale di Sant'Andrea. A Kasenga si trova la concattedrale della Santa Croce.
Il territorio si estende su una superficie di circa 54.000 km² ed è suddiviso in 20 parrocchie.

## Storia
La prefettura apostolica del Lago Moero fu eretta l'8 luglio 1948 con la bolla In Congo Belgico di papa Pio XII, ricavandone il territorio dal vicariato apostolico di Lulua e Katanga Centrale (oggi diocesi di Kamina).
Il 24 agosto 1962 per effetto della bolla Candida Christi di papa Giovanni XXIII la prefettura apostolica fu elevata a diocesi e assunse il nome di diocesi di Kilwa.
Il 24 aprile 1971 cedette una porzione del suo territorio a vantaggio dell'erezione della diocesi di Manono.
Il 21 gennaio 1977 si ampliò con una porzione di territorio già appartenuto all'arcidiocesi di Lubumbashi.
Il 4 agosto 1977 ha assunto il nome attuale di diocesi di Kilwa-Kasenga.

## Cronotassi dei vescovi
Si omettono i periodi di sede vacante non superiori ai 2 anni o non storicamente accertati.
- Jean François Waterschoot, O.F.M. † (19 novembre 1948 - 1962 dimesso)
- Joseph Alain Leroy, O.F.M. † (24 agosto 1962 - 19 dicembre 1975 dimesso)
- André Ilunga Kaseba † (19 dicembre 1975 - 9 aprile 1979 nominato vescovo di Kalemie-Kirungu)
- Dominique Kimpinde Amando † (28 marzo 1980 - 31 marzo 1989 nominato vescovo di Kalemie-Kirungu)
  - Sede vacante (1989-1992)
- Jean-Pierre Tafunga, S.D.B. † (6 ottobre 1992 - 10 giugno 2002 nominato vescovo di Uvira)
  - Sede vacante (2002-2005)
- Fulgence Muteba Mugalu (18 marzo 2005 - 22 maggio 2021 nominato arcivescovo di Lubumbashi)
  - Sede vacante (2021-2024)
- Désiré Lenge Mukwenye, dal 17 gennaio 2024[4]

## Statistiche
La diocesi nel 2021 su una popolazione di 844.000 persone contava 443.000 battezzati, corrispondenti al 52,5% del totale.
| anno | popolazione | popolazione | popolazione | presbiteri | presbiteri | presbiteri | presbiteri                | diaconi | religiosi | religiosi | parrocchie |
| anno | battezzati  | totale      | %           | numero     | secolari   | regolari   | battezzati per presbitero | diaconi | uomini    | donne     | parrocchie |
| ---- | ----------- | ----------- | ----------- | ---------- | ---------- | ---------- | ------------------------- | ------- | --------- | --------- | ---------- |
| 1950 | 10.506      | 67.465      | 15,6        | 14         |            | 14         | 750                       |         |           | 8         |            |
| 1969 | 31.419      | 122.500     | 25,6        | 26         | 7          | 19         | 1.208                     |         | 24        | 31        | 16         |
| 1980 | 109.671     | 255.331     | 43,0        | 20         | 3          | 17         | 5.483                     |         | 21        | 44        | 19         |
| 1990 | 134.030     | 353.770     | 37,9        | 17         | 6          | 11         | 7.884                     |         | 20        | 38        | 70         |
| 1999 | 143.362     | 415.623     | 34,5        | 25         | 17         | 8          | 5.734                     |         | 10        | 43        | 82         |
| 2000 | 147.828     | 440.249     | 33,6        | 31         | 23         | 8          | 4.768                     |         | 10        | 41        | 80         |
| 2001 | 148.357     | 491.435     | 30,2        | 40         | 32         | 8          | 3.708                     |         | 11        | 41        | 81         |
| 2002 | 130.200     | 441.716     | 29,5        | 29         | 19         | 10         | 4.489                     |         | 12        | 37        | 14         |
| 2003 | 128.000     | 440.000     | 29,1        | 24         | 16         | 8          | 5.333                     |         | 9         | 30        | 14         |
| 2004 | 130.000     | 450.000     | 28,9        | 23         | 16         | 7          | 5.652                     |         | 8         | 22        | 14         |
| 2006 | 131.147     | 411.474     | 31,9        | 27         | 20         | 7          | 4.857                     |         | 9         | 30        | 14         |
| 2013 | 247.221     | 564.000     | 43,8        | 38         | 23         | 15         | 6.505                     |         | 20        | 39        | 18         |
| 2016 | 342.013     | 672.000     | 50,9        | 39         | 25         | 14         | 8.769                     |         | 25        | 39        | 19         |
| 2019 | 371.600     | 725.700     | 51,2        | 39         | 25         | 14         | 9.528                     |         | 25        | 45        | 19         |
| 2021 | 443.000     | 844.000     | 52,5        | 37         | 23         | 14         | 11.972                    |         | 25        | 47        | 20         |